# Szewczenkowe (hromada Wełyka Dymerka)
Szewczenkowe (ukr. Шевченкове) – wieś na Ukrainie, w obwodzie kijowskim, w rejonie boryspolskim, w hromadzie Wełyka Dymerka. W 2001 liczyła 3392 mieszkańców.